# Jamont Gordon
Jamont Gordon, né le 16 mars 1987 à Nashville, dans le Tennessee, est un joueur américain de basket-ball. Il évolue au poste d'arrière.